# Ernest de Koven Leffingwell
Ernest de Koven Leffingwell (né le 13 janvier 1875 à Knoxville et mort le 27 janvier 1971 à Carmel-by-the-Sea) est un explorateur de l'Arctique, géologue et géographe américain.

## Biographie
Entre 1906 et 1914, Leffingwell passe neuf étés et six hivers sur la côte arctique de l'Alaska, effectuant 31 voyages en traîneau à chien ou en petits bateaux. Grâce à cela, il crée la première carte précise d'une grande partie de cette côte.
Il est le premier à décrire scientifiquement le pergélisol et à théoriser ce phénomène.
Il identifie également avec précision le potentiel pétrolier du nord de l'Alaska.

## Postérité
Le site du camp de Leffingwell (en), situé sur une île-barrière isolée au large de l'Alaska, a été déclaré National Historic Landmark en 1978.